# Luis Advis
Luis Advis Vitaglich (* 10. Februar 1935 in Iquique; † 9. September 2004 in Santiago de Chile) war ein chilenischer Komponist und Philosoph mit Fachgebiet Ästhetik.

## Leben
Luis Advis wuchs in einer musikalischen Familie. Sein Vater war Kaufmann und Musiker und seine Mutte spielte Klavier und sang. Auf Schallplattenaufnahmen lernte er schon früh die Werke vieler bedeutender Komponisten kennen, wie Wagner, Mahler, Chopin und Tschaikowsky. Insbesondere für die Oper hatten seine Eltern eine Vorliebe. Seine Schulzeit absolvierte er am Liceo de Hombres de Iquique. 1953 begann er ein Studium der Rechtswissenschaft an der Universidad de Chile in Santiago de Chile. Daneben studierte er mit Abschluss Philosophie. Er studierte am Conservatorio Nacional de Música in Santiago de Chile bei Alberto Spikin-Howard Klavier und bei Gustavo Becerra-Schmidt Komposition. Jaime Silva beauftragte ihn 1958, das Kinderspiel La Princesa Panchita zu komponieren. Dies war der Beginn seiner Karriere als Theatermusiker. Anfang der 1960er Jahre begann er sich für die Musik in den Romanen von Mario Vargas Llosa, Gabriel García Márquez und Ernesto Cortázar Sr. zu interessieren. Er beschäftigte sich mit Mambo, Tango und Milonga. Er lernte die Musikerin Margot Loyola (1918–2015) kennen, die ihm die Musik Violeta Parras näher brachte. In Kenntnis dieser südamerikanischen Musik entwickelte er in seinen Kompositionen einen eigenen Musikstil. So verband er Elemente der populären südamerikanischen Musik mit den Formen und Instrumenten der traditionellen europäischen Musik. Er prägte die Musikform der cantata popular, die andere zeitgenössische Komponisten übernahmen.
Zwischen 1961 und 1981 war er Professor am Lehrstuhl für Ästhetik an der  Universidad de Chile und unterrichtete an den Fakultäten für Philosophie und Pädagogik, Naturwissenschaften und Musik, Bildende Kunst und Architektur sowie Städtebau. Ab 1962 leitete er das Seminar an der Facultad de Artes Musicales der Universidad de Chile. 1972 übernahm er den Lehrstuhl für Ästhetik an der Pontificia Universidad Católica de Chile. 1979 veröffentlichte er das Buch Displacer y trascendencia en el Arte [Missfallen und Transzendenz in der Kunst].
Er wirkte als Professor für Ästhetik der Plastik an der Facultad de Bellas Artes und für Ästhetik des Theaters und der Kunstgeschichte an der Facultad de Ciencias y Artes Musicales an der Universidad de Chile.
1987 war er Gründungsmitglied der Sociedad Chilena del Derecho de Autor, der chilenischen Verwertungsgesellschaft, deren Präsident er ab 1993 war.

## Werke (Auswahl)
Luis Advis schuf als Komponist Orchesterwerke, Kammermusik, Klavierwerke, Vokalmusik sowie Bühnen- und Fernsehmusik.
- 1965: Präludien für Klavier
- 1972: Musik zur Fernsehserie La Sal del Desierto
- 1974: Oratorium 1850
- 1987: Los tres tiempos de América, Sinfonie
- 1993: Murales Extremeños, Kantate

Die Biblioteca Nacional de Chile besitzt diverse Werke des Komponisten Luis Advis:
- Bläserquintett I Allegro II Andante III Allegro
- Divertimento für  Violine, Oboe, Klarinette, Horn, Fagott und Klavier
- 15 Variationen über ein Thema von Joseph Haydn für Bläserquintett
- Präludien für Klavier, 1960
- Cosas [Dinge], Liederzyklus für Mezzosopran und Klavier, 1963 Text: Gabriela Mistral
- La princesa Panchita, Komödie in zwei Akten, publiziert 1963 bei Eds. de la Revista Mapocho, Santiago
- 1969 komponierte er die bekannte Cantata de Santa María de Iquique, die an das Massaker von Iquique 1907 erinnert.[3][4][5] I Pregón II Preludio Instrumental III Canción IV Interludio Instrumental V Relato VI Canción VII Interludio instrumental VIII Relato IX Interludio cantado X Relato XI Canción Letanía XII Canción XIII Pregón XIV Canción Final. Das Werk wurde 1970 beim chilenischen Label Dicap auf Langspielplatte eingespielt.
- Canto para una semilla, LP der chilenischen Band Inti-Illimani. Luis Advis schrieb die Nummern El compromiso und Epilogo
- Canción del poder popular [Lied von der Macht des Volkes] Das Lied wurde 1973 auf der LP Viva Chile! der chilenischen Band Inti-Illimani eingespielt.
- Suite Latinoamericana, 1976/78, I Preludio II Milonga III Tonada  IV Interludio I  V Vals Peruano VI Conga VII Interludio II  VIII. Marcha-Rancho